# Аџем
Аџем (арап. عجم) је неформалан, у неким случајевима погрдан назив за неарапе, нарочито Персијанце, у раном исламском добу.

## Порекло
У арапском језику, "аџема" значи мумлати или брбљати, док супротно од тога, "араба" значи јасно и разговетно причати, што је уједно и порекло етнонима Арап. Термин се пре исламске експанзије користио за све оне који нису причали арапским језиком.

## Коришћење
Након исламског освајања Персије, термин добија нови значај. Арапски писци су га користили да би имплицирали културну инфериорност неарапа у односу на Арапе. Арапски језик је био наметан као формалан свим народима на које су муслимани наилазили у својим походима, те је довело до преовладавања арапског писма и културе широм блиског истока и северне Африке, иако су Арапи често били мањих бројева у односу на потчињене народе.
Доласком исламског златног доба мења се однос исламског друштва према овој речи. Персијанци су полако прихваћени у културни и политички свет халифата, и са собом доносе многа културна и научна достигнућа готово изгубљена падом Сасанидског царства. "Аџем" престаје бити погрдан назив и враћа се у своје првобитно значење, "неарапин", али наставља бити коришћен као назив за Персију, у неким случајевима чак и до деветнаестог и двадесетог века.
И данас овај назив користи се неформално за све оне који не причају арапским језиком или нису Арапи. 